# Trichosirius inornatus
Trichosirius inornatus är en snäckart som först beskrevs av Hutton 1873.  Trichosirius inornatus ingår i släktet Trichosirius och familjen toppmössor. Inga underarter finns listade i Catalogue of Life.